# Pèrdua de pes
La pèrdua de pes o amagriment, en el context de la medicina, salut o condició física, és una reducció de la massa corporal total, a causa d'una pèrdua significativa de líquid, greix corporal (del teixit adipós) i/o la massa magra (dels dipòsits de mineral dels ossos, músculs, tendons i altres teixits connectius). Això pot passar involuntàriament a causa d'una malaltia subjacent o pot sorgir d'un esforç conscient per millorar un estat real o percebut de sobrepès o obesitat.
Per a la pèrdua de pes voluntària, els mètodes menys intrusius (i més recomanats) són ajustos als patrons de menjar i l'augment de l'activitat física, generalment en forma d'exercici.

## Intencional
La pèrdua de pes intencionada és la pèrdua de massa corporal total com a resultat d'esforços per millorar la forma física i la salut, o per canviar l'aspecte mitjançant l'aprimament.
La pèrdua de pes és el principal tractament per a l'obesitat, i hi ha evidència substancial que pot prevenir la progressió de la prediabetis a la diabetis tipus 2 amb una pèrdua de pes del 7-10% i millorar la salut cardiometabòlica de les persones diabètiques amb pèrdua de pes del 5 al 15%.
La pèrdua de pes en persones amb sobrepès o obesitat pot reduir els riscos per a la salut, millorar la forma física, i pot retardar l'aparició de la diabetis. Podria reduir el dolor i augmentar el moviment en persones amb artrosi del genoll. La pèrdua de pes pot provocar una reducció de la hipertensió (tensió arterial alta), però no és clar si això també redueix el dany relacionat amb la hipertensió.
La depressió, l'estrès o l'avorriment poden contribuir a l'augment de pes, i, en aquests casos, es recomana a les persones que busquin ajuda mèdica.
La pèrdua de pes s'aconsegueix adoptant un estil de vida en què es consumeixen menys calories de les que es gasten.
Un estudi de 2010 va trobar que les persones a dieta que van dormir una nit completa van perdre més del doble de greix que les persones que feien dieta sense dormir bé. Tot i que es planteja la hipòtesi que la suplementació de vitamina D pot ajudar, els estudis no ho han demostrat. La majoria de persones que fan dieta recuperen pes a llarg termini. Segons el Servei Nacional de Salut del Regne Unit i les Directrius dietètiques per als nord-americans, aquells que aconsegueixen i gestionen un pes saludable ho fan amb més èxit tenint cura de consumir les calories suficients per satisfer les seves necessitats i fent una activitat física.
Perquè la pèrdua de pes sigui permanent, els canvis en la dieta i l'estil de vida també han de ser permanents. Hi ha evidències que l'assessorament o l'exercici per si sols no donen lloc a la pèrdua de pes, mentre que la dieta sola produeix una pèrdua de pes significativa a llarg termini, i una combinació de dieta i exercici proporciona els millors resultats. En casos d'obesitat mòrbida, els substituts dels àpats, l'orlistat, una dieta molt baixa en calories i les intervencions mèdiques intensives d'atenció primària també poden donar ajudar a una pèrdua de pes significativa.

## No intencional
La pèrdua de pes no intencionada pot ser deguda a la pèrdua de greixos corporals, pèrdua de líquids corporals, atròfia muscular o una combinació d'aquests. En general, es considera un problema mèdic quan s'ha perdut almenys el 10% del pes corporal d'una persona en sis mesos o el 5% en l'últim mes. Un altre criteri utilitzat per avaluar el pes massa baix és l'índex de massa corporal (IMC). No obstant això, fins i tot quantitats menors de pèrdua de pes poden ser motiu de preocupació seriosa en una persona gran i fràgil.
La pèrdua de pes no intencionada es pot produir a causa d'una dieta poc nutritiva en relació amb les necessitats energètiques d'una persona (generalment es parla de desnutrició). Els processos de la malaltia, els canvis en el metabolisme, els canvis hormonals, els medicaments o altres tractaments, els canvis dietètics relacionats amb la malaltia o el tractament, o la reducció de la gana associada a una malaltia o al seu tractament també poden causar una pèrdua de pes no intencionada. La mala utilització dels nutrients pot conduir a una pèrdua de pes i pot ser causada per fístules al tracte gastrointestinal, diarrea, interacció fàrmac-nutrient, esgotament enzimàtic i atròfia muscular.
La pèrdua de pes continuada pot dur a un trastorn vagament definit com a caquèxia. La caquèxia difereix de la inanició en part perquè implica una resposta inflamatòria sistèmica. S'associa amb resultats més pobres al tractament. En les etapes avançades de la caquèxia, el metabolisme pot canviar de manera que es perd pes fins i tot quan s'administra el que normalment es considera una alimentació adequada, però que el cos no pot compensar. Això condueix a l'anomenada síndrome d'anorèxia-caquèxia i és poc probable que la nutrició o la suplementació addicionals ajudin. Els símptomes de la pèrdua de pes per aquesta síndrome inclouen una pèrdua de pes severa del múscul, en lloc del greix corporal, pèrdua de gana i sensació de sacietat després de menjar petites quantitats, nàusees, anèmia, debilitat i fatiga.
La pèrdua de pes greu pot reduir la qualitat de vida, perjudicar l'eficàcia o la recuperació dels tractaments, empitjorar els processos de les malalties i ser un factor de risc per a altes taxes de mortalitat. La desnutrició pot afectar totes les funcions del cos humà, des de les cèl·lules fins a les funcions corporals més complexes, incloses:
- resposta immunitària;
- cicatrització de ferides;
- força muscular (inclosos els músculs respiratoris);
- funció renal i l'esgotament que condueixen a alteracions d'aigua i electròlits;
- termoregulació; i
- menstruació.

La desnutrició pot conduir a deficiències de vitamines i altres, i a la inactivitat, que al seu torn pot predisposar a altres problemes, com ara úlceres per pressió. La pèrdua de pes no intencionada pot ser una característica que condueixi al diagnòstic de malalties com el càncer i la diabetis tipus 1. Al Regne Unit, fins a un 5% de la població general té un pes inferior, però més del 10% entre els que pateixen malalties pulmonars o gastrointestinals o els que s'han operat recentment. Segons dades del Regne Unit més del 10% de la població de més de 65 anys està en risc de patir desnutrició. Una proporció elevada (del 10 al 60%) dels pacients hospitalaris també corre risc.